# Takahashi Satomi
Takahashi Satomi (japanisch 高橋 里美; geboren 28. November 1886 in Kamigō (上郷村), Landkreis Higashi-okitama (東置賜), Präfektur Yamagata; gestorben 6. Mai 1964) war ein japanischer Philosoph.

## Leben und Wirken
Takahashi Satomi machte 1910 seinen Studienabschluss an der Universität Tōkyō. 1921 wurde er Assistenzprofessor an der Universität Tōhoku. Von 1924 bis 1927 bildete er sich in Deutschland unter Rickert, Husserl anderen weiter. Nach seiner Rückkehr wurde er 1928 Professor an der Universität Tōhoku. Dort wirkte er, bis er 1957 als „Meiyo Kyōju“ verabschiedet wurde.
Zunächst war Takahashi von der Marburger Schule, die den Neokantianismus vertrat, und von Nishida Kitarōs Philosophie des „Absoluten Nichts“ beeinflusst, aber dann begann er Nishida und den gleichgesinnten Philosophen Tanabe Hajime kritisch zu sehen. Er entwickelte eine eigene Richtung, des „Zusammenfassenden dialektischen Ganzen“ (包弁証法的全体性, Hōbenshōhō-teki zentaisei). 
Takahashi verfasste Schriften wie „Zentai no tachiba“ (全体の立場) 1932 – etwa „Vom Standpunkt des Ganzen“, „Rekishi to benshōhō“ (歴史と弁証法) 1939 – „Geschichte der Dialektik“ und „Jikan-ron“ (時間論, Jikan-ron) – „Überlegungen zur Zeit“. Seine Schriften finden sich zusammengefasst in „Takahashi Satomi zenshū“ (高橋里美全集), die 1971 in 7 Bänden herausgegeben wurden.
1958 wurde Takahashi als Person mit besonderen kulturellen Verdiensten geehrt.